# 優の良品
優の良品/AJI ICHIBAN（中国語:優之良品/英語：Aji Ichiban Company Limited）は、香港に本社を置く高級菓子販売店チェーン。2022年現在、全店舗閉鎖中。

## 概要
1993年に黎陳玉と黎泰によって設立された。現在本拠地の香港に100店舗を越えるチェーンを展開し、中華人民共和国本土、シンガポール、フィリピンとアメリカに展開する海外店舗を含めると店舗数は150店を超える。
香港最大級の菓子チェーンであり、2003年から2005年まで「香港スーパーブランド」に3年連続で選ばれているほか、1999年には「Top Ten Business Maker Award」に選ばれている。
新型コロナウイルス感染症の世界的流行のため、売上の多くを依存する中国本土からの個人旅行者が激減したため、2022年6月6日全小売店を閉鎖した。ただし、今後の状況により、営業を再開する可能性はある。

### 社名
社名はおそらく日本企業の「無印良品」をもじったものと考えられる。なお、社名が日本語風（社名では使用されていないが、ブランド名としてひらがなの「の」の字が使用されており、店名に「AJIICHIBAN（あじいちばん）と記されている」）ではあるが、日本企業との資本関係はない。

## 販売製品

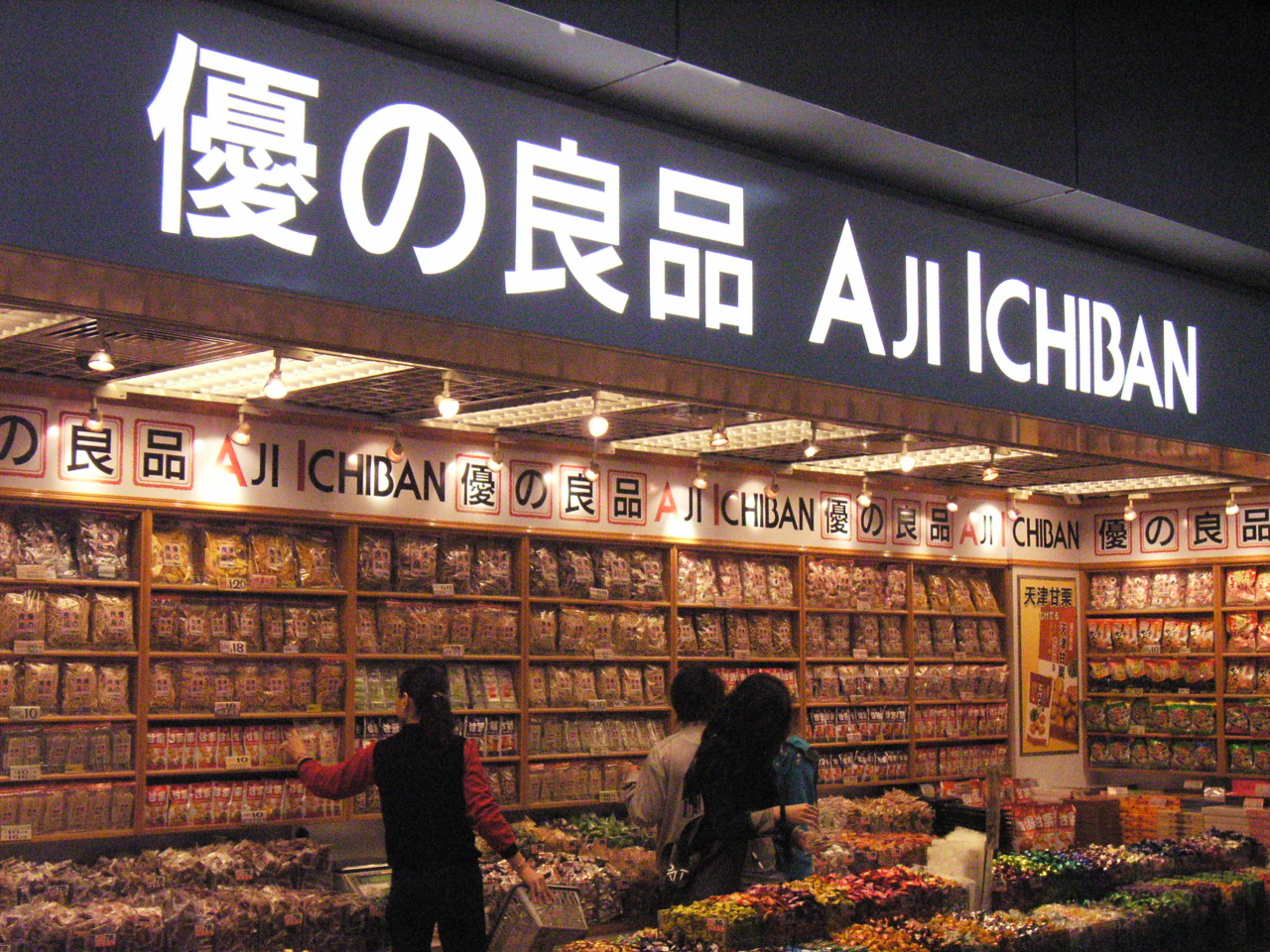
港鉄駅構内の支店

現在自社ブランドの菓子を約1,000種類販売する。その多くに社名と同じく日本語名がついているが、製品の殆どは日本製ではなく、中華人民共和国やフィリピンなどの日本国外で作っている。また、そのいくつかは日本の菓子メーカーの有名な製品を真似ているが、さらに「優の食品」を真似た商品も確認されている。

### ブランド商品
- せんいジュースこんにゃくゼリー
- 北海道牛乳マリー
- 雪の恋人ミックスクッキー
- むけてる
- 東京恋人
- スッパイマン梅キャンディー

これらのほか、ドライフルーツ、草餅、鳳梨酥（台湾名物のパイナップルケーキ）などを販売している。